# Wilhelm Loos (Bauingenieur)
Wilhelm Loos (* 1. März 1890 in Butzbach, Hessen; † 4. April 1952 in Klagenfurt) war ein deutscher Bauingenieur für Geotechnik.

## Leben
Wilhelm Loos studierte an der TH Darmstadt Bauingenieurwesen und arbeitete danach zunächst bei Baufirmen im Raum Darmstadt und Düsseldorf, bevor er 1922 als Beratender Ingenieur nach Batavia (Jakarta) in Niederländisch-Ostindien ging. 1930 wurde er an der TU Berlin mit einer Arbeit über seine Erfahrungen in Indonesien promoviert (Kritische Betrachtung von Flach- und Pfahlgründungen besonders in den Hafenplätzen Niederländisch-Indiens). Danach war er Assistent bei Karl von Terzaghi in Wien. Ab 1933 war er Geschäftsführer der Degebo in Berlin. Er war zunächst Stellvertreter des Geschäftsführers Früh, auf Initiative von Terzaghi, der bei einer Konferenz der Degebo 1932 in Freiberg anwesend war und die Organisation unzureichend fand, löste er diesen aber Oktober 1933 ab. Bei der Degebo führte er insbesondere Forschungen zum Straßenbau im Rahmen der Autobahnprojekte durch. Einer seiner Mitarbeiter war Herbert Breth. Loos führte die Degebo bis Juli 1939 (sein Nachfolger war R. Hoffmann), nachdem er schon Ende 1938 zum Professor für Wehrbautechnik ernannt worden war. Schließlich hatte er den Rang eines Regierungsbaumeisters. Nach dem Krieg war er als Professor an der TH Karlsruhe vorgesehen, wo er ab 1951 die Vertretung des verstorbenen Richard Schaffhauser übernahm, starb aber kurz darauf.
Loos gehörte seit seinem Studium der Akademischen Turnverbindung Alemannia Darmstadt (heute ATV Darmstadt) an. Die Verbindung musste während der NS-Zeit ihren aktiven Betrieb einstellen und gemeinsam mit der ATV Ghibellinia Darmstadt eine Kameradschaft Immelmann des NSDStB bilden. 1943 wurde Loos Führer der Altherrenschaft dieser Kameradschaft.

## Schriften
- Praktische Anwendungen der Baugrunduntersuchungen: bei Entwurf und Beurteilung von Erdbauten und Gründungen, Springer 1935, 3. Auflage 1937
- Kleine Baugrundlehre: eine kurzgefaßte Einführung in die Bodenmechanik und den Erdbau (bearbeitet von Heinz Graßhoff), Müller, Köln-Braunsfeld 1955
- mit Kurd Endell, Herbert Breth Zusammenhang zwischen kolloidchemischen sowie bodenphysikalischen Kennziffern bindiger Böden und Frostwirkung, Forschungsarbeiten aus dem Straßenwesen, Verlag Volk und Reich 1939
- mit Breth Die Berechnung elastisch gebetteter Balken und Platten: Eine kritische Betrachtung des Bettungszifferverfahrens, Bautechnische Hefte der Bau- und Ingenieurschule der Hansestadt Bremen, Reihe 6, Heft 3, Bremen-Horn 1948